# Catherine Tishem
Catherine Tishem, död 1595, var en nederländsk lärare. 
Hon undervisade sin son Jan Gruter under deras exil i Norwich i England, sedan de 1566 flytt från Antwerpen i Nederländerna på grund av religiös förföljelse på grund av son kalvinism. Hon blev känd som ett exempel på en "lärd kvinna" i biografin över Jan Gruter av Balthasar Venator. Hon ska ha kunnat latin, grekiska, franska, italienska och engelska. 